# Districte de Moravica
El Districte de Moravica (en serbi:Моравички округ/Moravički okrug) és un districte de Sèrbia situat a la part central del país. Té una població de 212.603 habitants, i el seu centre administratiu es troba a Čačak.

## Municipis
El districte està format pels següents municipis
- Čačak
- Gornji Milanovac
- Ivanjica
- Lučani

## Demografia
Segons el cens de 2011, el districte té 212.603 habitants. Un 53,8% de la població habita en àrees urbanes. La composició ètnica és la següent:
| Grup ètnic   | Població |
| ------------ | -------- |
| Serbis       | 206.303  |
| Gitanos      | 849      |
| Montenegrins | 460      |
| Macedonis    | 183      |
| Iugoslaus    | 169      |
| Croats       | 158      |
| Musulmans    | 52       |
| Altres       | 4.429    |
| Total        | 212.603  |

## Cultura i educació
Al patrimoni cultural del districte destaquen els deu monestirs d'Ovčarsko-Kablarska. Alguns d'ells van ser construïts a l'època del govern de les dinasties Nemanjić, Lazarević i Branković. Al llarg dels segles aquests deu monestirs han salvaguardat antics manuscrits, alguns dels quals es van escriure als mateixos monestirs.
Pel que fa a l'educació, dues facultats de la Universitat de Kragujevac es troben a Čačak, concretament la facultat d'agronomia i la facultat tècnica.

## Economia
Čačak és un dels centres econòmics més importants de Sèrbia. La seva economia està dominada per la producció industrial. Destaquen les indústries del processament de metalls (fàbriques "Sloboda" i "Cer"), la producció de paper, la indústria química i l'agricultura ("Stocar").
| Districte de Kolubara |  | Districte de Šumadija |
| Districte de Zlatibor |  |                       |
| Districte de Zlatibor |  | Districte de Raška    |

Nota: Tot el material oficial editat pel Govern de Sèrbia és públic per llei. La informació s'ha extret de srbija.gov.rs.